# Sara Duterte
Sara Duterte (Davao City, 31 mei 1978) is een Filipijnse politica. Duterte is sinds 2022 vicepresident van de Filipijnen. Daarvoor was ze van 2016 tot 2019 en eerder al van 2010 tot 2013 burgemeester van de zuidelijke Filipijnse stad Davao City. Zij was in die functie de opvolger van haar vader Rodrigo Duterte, die bij in 2016 werd gekozen tot President van de Filipijnen. Voor haar termijnen als burgemeester van Davao was Duterte van 2007 tot 2010 viceburgemeester van de stad.

## Biografie
Sara Duterte werd geboren op 31 mei 1978 in de Filipijnse hoofdstad Manilla. Ze is het tweede van de drie kinderen van Filipijns president Rodrigo Duterte en Elizabeth Zimmerman. Duterte voltooide een bachelor-opleiding rechten aan San Beda University.  
Duterte werd bij de verkiezingen van 2007 gekozen tot viceburgemeester van haar geboortestad Davao City. Haar vader werd bij dezelfde verkiezingen herkozen voor een derde termijn als burgemeester van de stad. Drie jaar later bij de verkiezingen van 2010 kon haar vader zich niet meer herkiesbaar stellen. Hij stelde zich met succes kandidaat voor de positie van viceburgemeester en Sara Duterte volgde haar vader op als burgemeester. Ze was daarmee de jongste en eerste vrouwelijke burgemeester van de stad ooit. In deze eerste periode als burgemeester haalde ze in 2011 het landelijke nieuws toen ze een sheriff van een lokale rechtbank in zijn gezicht sloeg omdat hij de woningen van enkele honderden families liet neerhalen. Drie jaar later werd ze weer opgevolgd door haar vader. Bij deze verkiezingen werd haar oudere broer Paolo Duterte gekozen tot viceburgemeester.
In 2016 stelde Rodrigo Duterte zich verkiesbaar als president van de Filipijnen. Sara Duterte was hierover in eerste instantie terughoudend, maar speelde later een belangrijke rol om haar vader daartoe over te halen. Zelf stelde ze zich met succes verkiesbaar voor een nieuwe termijn van drie jaar als burgemeester van Davao City. 
Hoewel Duterte volgens de peilingen een goede kans zou maken om in de Senaat van de Filipijnen gekozen te worden bij de midterm verkiezingen van 2019 besloot ze uiteindelijk op te gaan voor herverkiezing als burgemeester. Ze won deze verkiezingen van 2019 ook, waardoor hij twee periode als burgemeester van Davao eindigde in 2022. Aan het einde van haar termijn was ze in eerste instantie van plan om op te gaan voor een derde termijn als burgemeester. Toen haar vader uiteindelijk besloot om zich niet verkiesbaar te stellen als vicepresident van de Filipijnen meldde Sara Duterte zich op 13 november 2021 aan voor deze verkiezingen. Bij de verkiezingen van 2022 won ze met grote overmacht waarna ze op 30 juni 2022 werd ingezworen als de nieuwe vicepresident van de Filipijnen.

## Persoonlijk leven
Duterte trouwde in 2007 met Manases Carpio, een neef van Antonio Carpio en Conchita Carpio-Morales. Samen kregen ze twee kinderen, een zoon en een geadopteerde dochter.